# Opperman Limited

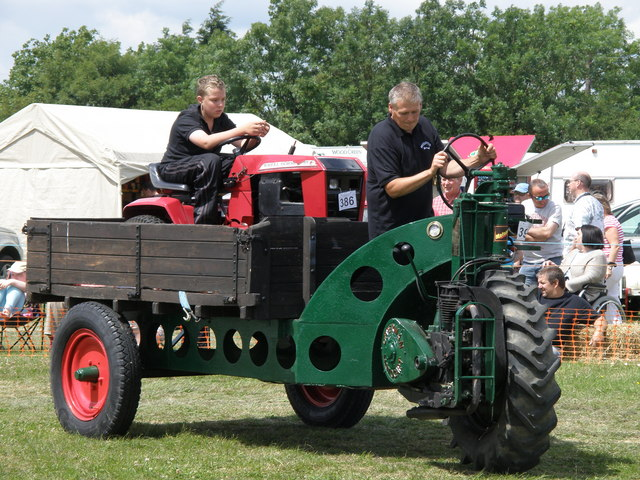
Opperman Motocart (1945–1952)

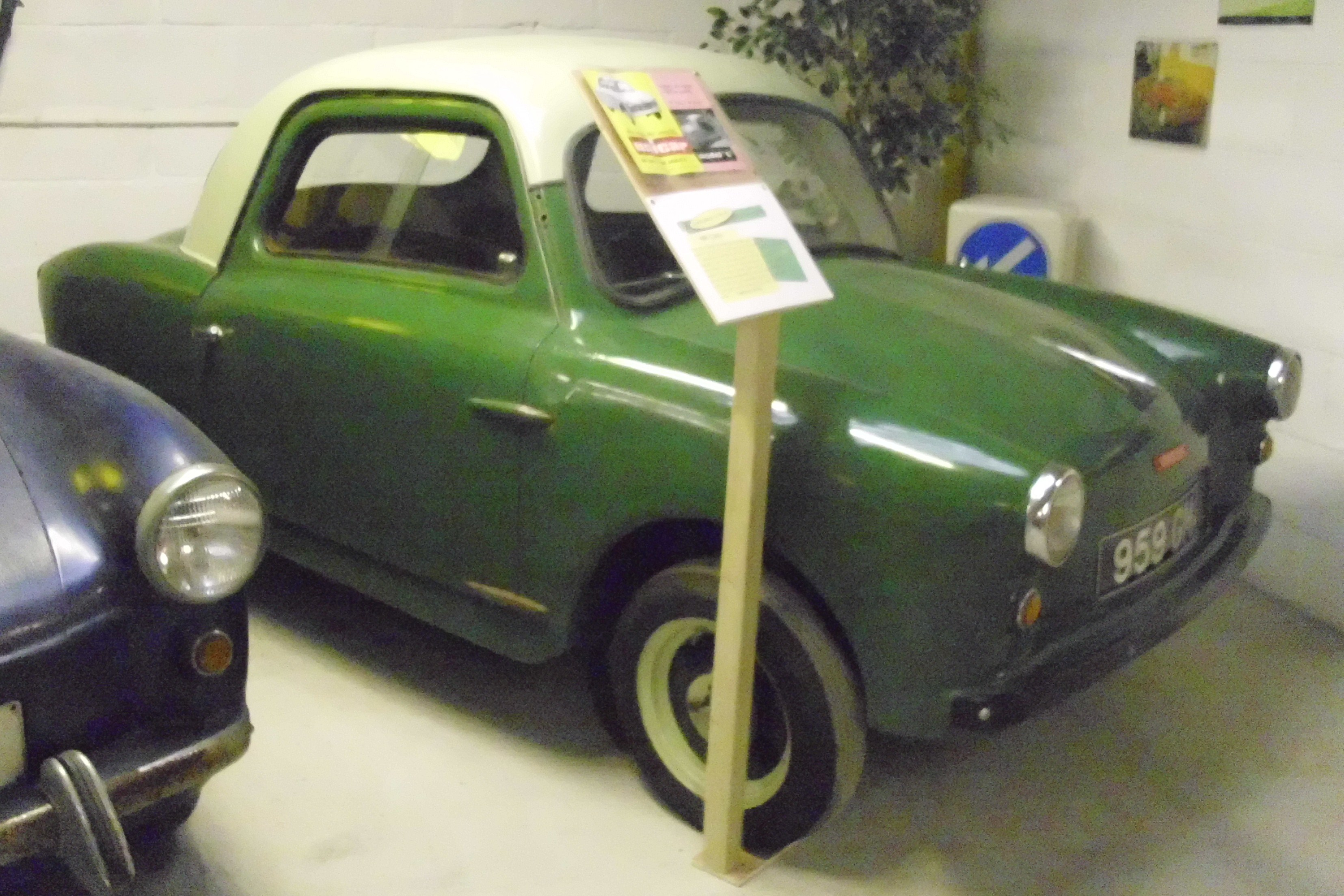
Opperman Unicar (1959)

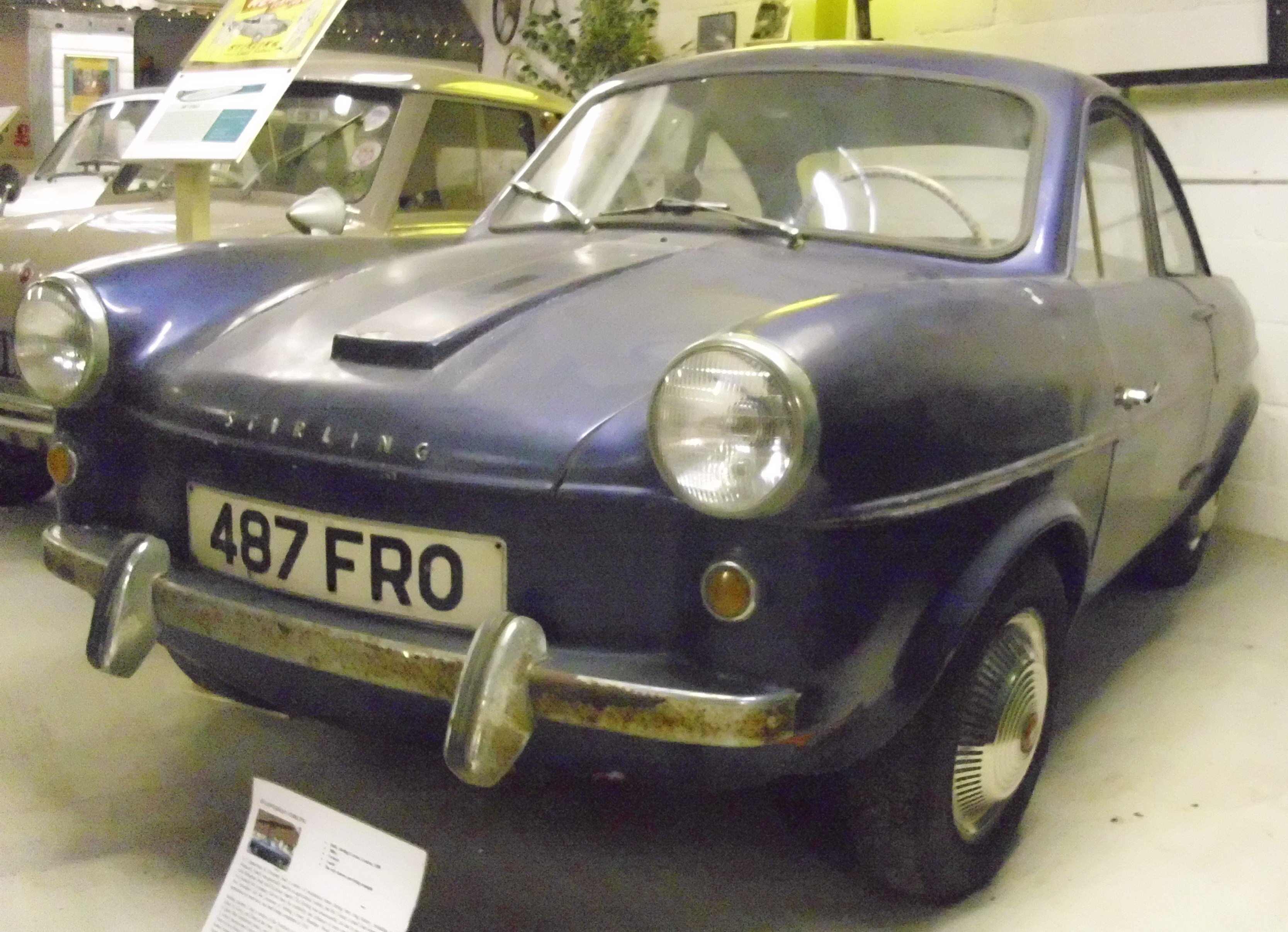
Opperman Stirling (1959)

S. E. Opperman Limited war ein britischer Hersteller von Automobilen.

## Unternehmensgeschichte
Das Unternehmen aus Elstree in Hertsmere wurde 1862 als Engineeringbetrieb Opperman, Sons and Tasker, gear cutters and engineers gegründet, das vor allem Zahnräder und Getriebe herstellte. 1934 wurde die Tochtergesellschaft S. E. Opperman Ltd. gegründet, die Komponenten für die Luftfahrt herstellte.
1936 wurden beide Gesellschaften als S. E. Opperman and Opperman Sons and Taskers an die Börse gebracht. Zu diesem Zeitpunkt gehörten auch Ankerwinden, Hebevorrichtungen für Fliegerbomben und vor allem Getriebe zur Verstellung der Lenk- und Auftriebsklappen an Flugzeugen zum Lieferprogramm.
1945 begann die Produktion von Motorfahrzeugen in Form eines Dreirad-Schleppers und -Transportgeräts. Sie endete 1952 vorübergehend. Von 1956 bis 1959 wurden Automobile hergestellt. In diesem Jahr wurde das Unternehmen von EV Industrials übernommen. 1961 beschäftigte das Unternehmen 400 Angestellte.

## Fahrzeuge

### Motocart
Der Motocart war ein kurioses Dreirad-Motorfahrzeug, das ein Farmer zum Eigenbedarf entwickelt hatte. Opperman war vom Entwurf so überzeugt, dass das Unternehmen dieses einfach konstruierte Transportgerät 1945 in Produktion nahm. Es wurde von einem seitlich am gelenkten Vorderrad angebrachten 8-PS-J.A.P.-Einzylindermotor angetrieben und hatte ein Vierganggetriebe mit Rückwärtsgang sowie einen von Opperman patentierten Kontrollmechanismus, der es dem Fahrer erlaubte, das Gerät fortzubewegen, während er zu Fuß daneben herging. Dies machte den Motocart zu einem nützlichen und vielseitigen Arbeits- und Transportgerät und Ackerschlepper.
Die Produktion endete um 1952. Während seiner Bauzeit fand der Motocart auch eine gewisse Verbreitung bei Kommunen und in Parkverwaltungen. Ab 1949 wurde er zudem von der Lacre Motor Co. in Welwyn Garden City (Hertfordshire) als Basis für den Umbau zum Straßenreinigungfahrzeug genommen.
Dem „Motorcart“  ähnlich sind der Ercole und der Edile von Moto Guzzi. Der Moto Guzzi Ercole hatte mit 1.500 kg Zuladung die gleiche Nutzlast wie das „Motorcart“. Allerdings war „Ercole“ mit maximal 60 km/h erheblich schneller. Die größte Variante der Dreiräder von Moto Guzzi war das Modell „Moto Guzzi Edile“. Es war mit 25 km/h etwas schneller als das „Motorcart“ und konnte 3,6 Tonnen Nutzlast befördern.

### Unicar
Das einzige Automobil-Serienmodell von Opperman war der Unicar. Es war ein Kleinwagen. Es besaß vier Räder, wobei die hinteren Räder enger zusammenstanden als die vorderen. Der Motor war in Mittelmotorbauweise vor der Hinterachse angeordnet. Die zweitürige Karosserie bot vorne Platz für zwei Personen und im Fond zwei Notsitze neben dem Motor. Zwischen 1956 und 1958 wurde ein Zweizylinder-Zweitaktmotor von Anzani verwendet, der aus 322 cm³ Hubraum 15 PS Leistung abgab. Zwischen 1957 und 1959 wurde ein Zweizylindermotor von Excelsior mit 328 cm³ Hubraum und 18 PS verwendet. Insgesamt wurden etwa 200 Exemplare produziert.

### Stirling
Der Opperman Stirling war ein Prototyp, von dem nur zwei Exemplare produziert wurden. Es war ein Coupé. Der Zweizylindermotor mit 424 cm³ Hubraum war als Mittelmotor vor der Hinterachse montiert.
Zwei Fahrzeuge dieser Marke sind in der Hammond Microcar Collection zu besichtigen.